# Torben Boye
Torben Boye (født 2. maj 1966) er en dansk fodboldspiller, der har spillet i AaB. Med sine 560 kampe for AaB, er han rekordholder og deraf kommer navnet Mr.AaB. Torben Boye har desuden vundet 2 mesterskaber og deltaget i fem pokalfinaler for AaB.